# Стара Дикленица
Стара Дикленица (хрв. Stara Diklenica) је насељено место у општини Капела, Бјеловарско-билогорска жупанија, Хрватска.

## Историја
До територијалне реорганизације у Хрватској била је у саставу старе општине Бјеловар.

## Становништво
У попису становништва из 2011. године, Стара Дикленица је имала 56 становника.
| Број становника према пописима | Број становника према пописима | Број становника према пописима | Број становника према пописима | Број становника према пописима | Број становника према пописима | Број становника према пописима | Број становника према пописима | Број становника према пописима | Број становника према пописима | Број становника према пописима | Број становника према пописима | Број становника према пописима | Број становника према пописима | Број становника према пописима | Број становника према пописима |
| ------------------------------ | ------------------------------ | ------------------------------ | ------------------------------ | ------------------------------ | ------------------------------ | ------------------------------ | ------------------------------ | ------------------------------ | ------------------------------ | ------------------------------ | ------------------------------ | ------------------------------ | ------------------------------ | ------------------------------ | ------------------------------ |
| 1857                           | 1869                           | 1880                           | 1890                           | 1900                           | 1910                           | 1921                           | 1931                           | 1948                           | 1953                           | 1961                           | 1971                           | 1981                           | 1991                           | 2001                           | 2011                           |
| 126                            | 147                            | 144                            | 98                             | 148                            | 176                            | 166                            | 156                            | 130                            | 139                            | 130                            | 108                            | 91                             | 79                             | 70                             | 56                             |

### Попис1991.
У попису становништва из 1991. године, Стара Дикленица је имала 79 становника, следећег националног састава:
| Попис 1991.‍ | Попис 1991.‍ | Попис 1991.‍ | Попис 1991.‍ | Попис 1991.‍ |
| ----------- | ----------- | ----------- | ----------- | ----------- |
|             |             |             |             |             |
| Хрвати      | Хрвати      |             | 63          | 79,74%      |
| Југословени | Југословени |             | 3           | 3,79%       |
| Срби        | Срби        |             | 2           | 2,53%       |
| непознато   | непознато   |             | 11          | 13,92%      |
| укупно: 79  |             |             |             |             |

### Попис1910.
| Стара Дикленица                                                        | Стара Дикленица |
| ---------------------------------------------------------------------- | --- |
| језик                                                                  | вера |
| укупно: 176 Хрватски 101 (57,38%) Српски 67 (38,06%) Немачки 8 (4,54%) | <div style="border:solid transparent;position:absolute;width:100px;line-height:0; укупно: 176 Римокатолици 109 (61,93%) Православци 67 (38,06%) - (-%) |